# Tilletia catapodii
Tilletia catapodii är en svampart som beskrevs av H. Scholz & Vánky 2001. Tilletia catapodii ingår i släktet Tilletia och familjen Tilletiaceae.   Inga underarter finns listade i Catalogue of Life.